# New Yorks 'Upper Ten'
New Yorks 'Upper Ten' er en amerikansk stumfilm fra 1918 af Allan Dwan.

## Medvirkende
- Douglas Fairbanks - Dick Remington
- Wanda Hawley - Mary McCullough
- Marjorie Daw - Threadwell
- Frank Campeau - Henry Burroughs
- Katherine MacDonald - Georgiana Burroughs